# Knaster

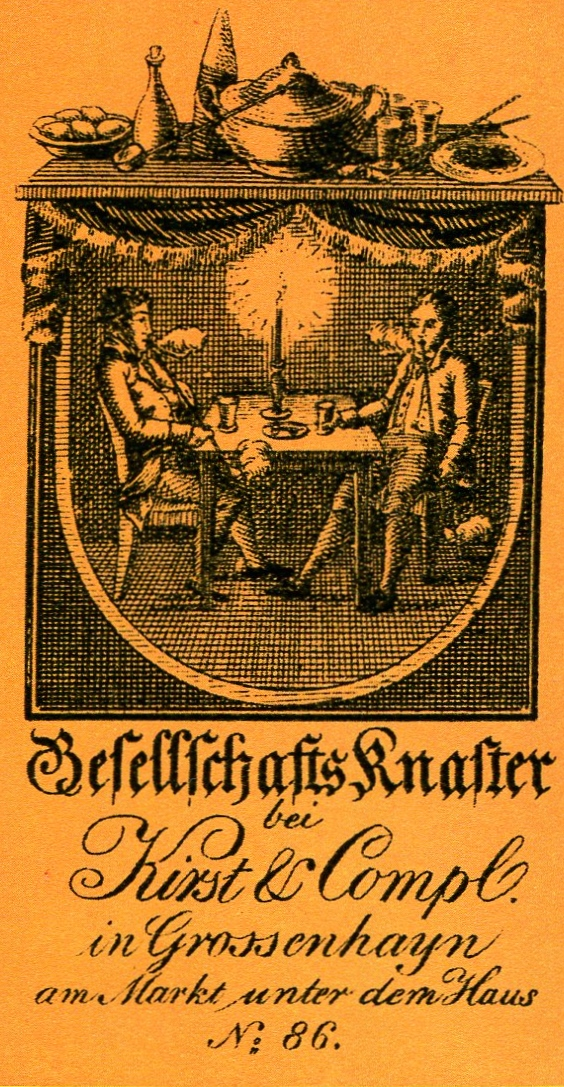
Reklame für eine Tabaksorte

Knaster bezeichnet in der deutschen Umgangssprache einen Tabak. Heute wird in der Jugend- und Szenesprache als Knaster auch jede Art von rauchbaren Pflanzenteilen (außer Tabak) betrachtet.
Ebenfalls als Knaster wurde im 18. bis zum Beginn des 20. Jahrhunderts ein verdrießlicher Mann betitelt. Regional ist ein Knaster auch ein (ehemaliger) Strafgefangener.

## Begriffsgeschichte

### Tabak
Das Wort bezeichnete zur Zeit der Erstbezeugungen am Anfang des 17. Jahrhunderts einen würzigen, milden Tabak von hoher Qualität, der in Rohrkörben (Spanisch canastros, zu Griechisch kánastron) transportiert wurde. Man sprach von Canastertobac, was zu Canaster/Kanaster und dann durch Vokalausfall zu Knaster verkürzt wurde und vermutlich in dieser Form über das Niederländische in die deutsche Sprache entlehnt wurde. Das Wort Knaster erhielt danach erst in der Studentensprache einen abwertenden Beiklang, der sich verallgemeinert hat.

### Hanfblüten
In der Literatur zu Cannabis findet sich häufig die Angabe, im 18., 19. und dem frühen 20. Jahrhundert seien im deutschen Sprachraum die Blüten des zur Herstellung von Fasern (Hanfseilen) gebräuchlichen Nutz-Hanfs Knaster genannt und in einer Pfeife geraucht worden. Das Wort Knaster habe lautmalerisch das Geräusch des Platzens der Samen beim Hanfrauchen wiedergegeben. Die Angabe geht wohl auf das populärwissenschaftliche Buch „Von Hanf ist die Rede“ des österreichischen Journalisten Hans-Georg Behr zurück und lässt sich vor 1982 nicht belegen.

### Kräutermischung

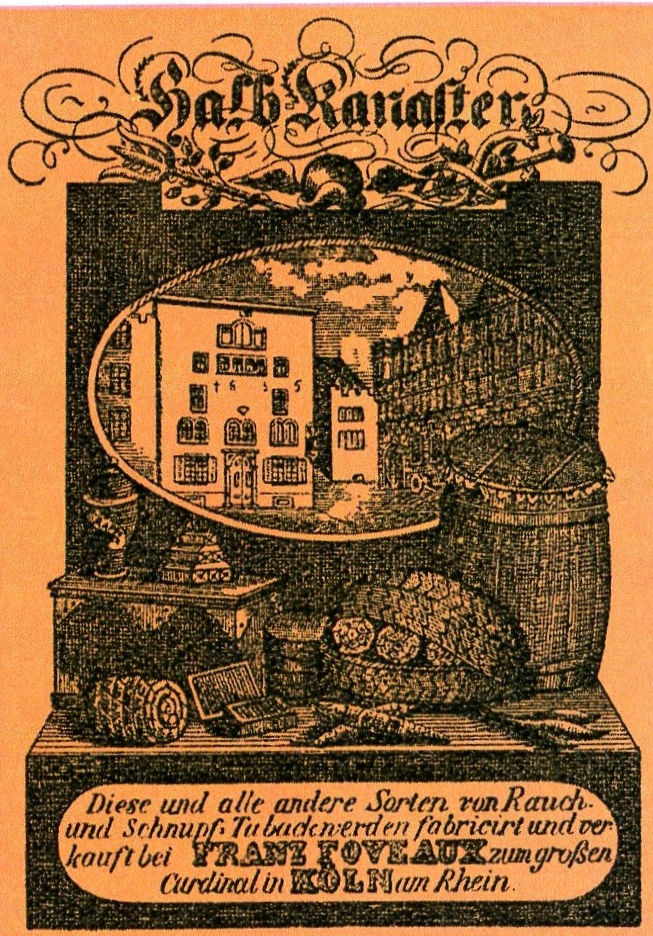
Tabaksorte um 1880

Knaster ist seit 1996 eine europaweit geschützte Marke und bezeichnet eine Produktserie von Kräutermischungen zur Raumluftverbesserung. Sie werden – wie die Kräuterette – nicht als Tabakwaren verkauft, unterliegen aber seit dem 20. Juni 2007 der Tabaksteuer und dem Lebensmittelgesetz. Diese Mischungen sind tabak- und nikotinfrei und werden in der Praxis oft geraucht.
Der Rauch von Knasterprodukten enthält einen vergleichbaren Anteil an Teer und krebserregenden Substanzen wie polycyclische aromatische Kohlenwasserstoffe (PAK) wie Tabakprodukte. Des Weiteren entsteht schädlicher Feinstaub, weswegen auch bei Knaster keinesfalls von gefahrlosem Rauchen gesprochen werden kann. Viele Konsumenten nutzen nikotinfreie Zigaretten, um sich von ihrer Tabakabhängigkeit zu lösen.

### Verdrießlicher Mensch
Ebenfalls als Knaster wurde seit dem 18. Jahrhundert ein verdrießlicher, brummiger alter Mann bezeichnet. Zuvor im 17. Jahrhundert noch als Knasterer oder Knasterbart benannt, beschrieb dieser Begriff lautmalerisch (vergleiche auch knistern) dunkle Klangeindrücke wie brummen, murren oder knurren und so wurde das Verb knastern schließlich im Sinne von verdrießlich sein gebraucht und zum Knaster substantiviert.